# 林由里
林 由里（はやし ゆり、1955年5月15日 -  ）は、 日本の元女優。本名は本多 秀子。
東京都出身。東京都立北園高等学校定時制に在籍していた。劇団若草出身。

## 人物
1971年4月、東京都銀座の歩行者天国で俳優の林与一にスカウトされ、同年、テレビドラマ『人形佐七捕物帳』でデビューする。芸名は、林与一が命名した。その後、『一心太助』『青春をつっ走れ!』などのテレビドラマに出演。　
1973年、特撮テレビドラマ『魔人ハンター ミツルギ』に、主役の一人であるミツルギ三兄妹の末妹・ミツルギ月光役でレギュラー出演。当時のプロフィールでは「こんな大役は嬉しいです。相手の宇宙忍者との絡みが多いので、飛んだり跳ねたりの連続です。修行の一つだと思っているので、立ち回りもマスターしたいです」と述べている。
『ウルトラマンA』の企画書では南夕子役の候補に挙げられていた。
特技は、陸上競技、日本舞踊。目標とする女優として吉永小百合を挙げている。

## 出演

### テレビドラマ
- 人形佐七捕物帳 第14話「二人お信乃」（1971年、NET / 東宝） - お千代
- 一心太助（1971年 - 1972年、CX） - お絹
- すし屋のケンちゃん（1971年、TBS）
- 青春をつっ走れ!（1972年、CX） - 村上あや
- あしたに駈けろ!（1972年、CX）
- アイちゃんが行く! 第11話「北の地はお祭り騒ぎ」（1972年、CX） - 脇坂久美子
- 魔人ハンター ミツルギ（1973年、CX） - ミツルギ月光
- ポーラテレビ小説 / 薩摩おごじょ（1973年、TBS）
- おさななじみ（1973年、TBS） - 西岡夏子
- 流星人間ゾーン 第12話「恐獣基地 地球へ侵入!」（1973年、NTV） - ヨウコ
- ご存知遠山の金さん 第4話「竜の首が恋をした」（1973年、NET） - おちよ
- 銭形平次 第420話「浪花男の江戸の夢」（1974年、CX） - 香苗

### 映画
- 虹をわたって（1972年、松竹） - 和子